# 塞努尔
塞努尔（Senur），是印度泰米尔纳德邦Vellore县的一个城镇。总人口7558（2001年）。

## 人口
该地2001年总人口7558人，其中男性3843人，女性3715人；0—6岁人口919人，其中男496人，女423人；识字率58.63%，其中男性为65.52%，女性为51.49%。